# Рюйтли, Тармо
Тармо Рюйтли (эст. Tarmo Rüütli; 11 августа 1954, Вильянди) — советский и эстонский футболист, главный тренер эстонского клуба «Вольта».

## Карьера

### Тренерская
Под его началом сборная Эстонии вышла из отборочной группы в квалификации ЕВРО-2012 и участвовала в стыковых матчах за право попадания в финальный турнир. В ноябре 2013 года покинул команду после того, как Эстонский футбольный союз решил не продлевать с ним контракт. В январе 2014 года возглавил таллинский клуб «Калев», однако в начале марта он покинул этот клуб и уехал в Казахстан. 5 сентября возглавил новый эстонский клуб «Вольта», первоначальное название «Пыхья-Таллинн».

### В политике
В июне 2017 года стало известно, что Тармо Рюютли примет участие в выборах в органы местного самоуправления города Таллин по списку Социал-демократической партии. Как он заметил, что в партию не вступал, а только дал согласие баллотироваться по их списку.

## Достижения в качестве тренера

### Командные
- Чемпион Эстонии (3): 2004, 2006, 2007
- Обладатель Кубка Эстонии (3): 2003/04, 2004/05, 2006/07

## Личная жизнь
Сын Хенри (род. 1987) также футболист.